# Scinax oreites
Scinax oreites es una especie de anfibios de la familia Hylidae. Es endémica del Perú.
Sus hábitats naturales incluyen montanos secos, pantanos, lagos intermitentes de agua dulce y marismas de agua dulce. Está amenazada de extinción por la destrucción de su hábitat natural.